# ماسوتاتسو أوياما
ماسوتاتسو أوياما. (باليابانية: 大山倍達)، خبير في الفنون القتالية، مؤسس مدرسة الكاراتيه كيوكوشنكاي، أسلوب في الكاراتيه يلزم الطلاب شِدّة في التدريب، سُمِّي حين ولادته تشوي يونغ-إيوي في 27 يوليو 1923، قرب غيمجي في جنوب شبه الجزيرة الكورية حين كان يحكمها اليابان. وتوفي 26 أبريل 1994 في طوكيو (اليابان).